# Normaal (popgroep)
Normaal is een Nederlandse rockgroep die als de grondlegger van de boerenrock wordt gezien. De groep werd begin 1974 door Bennie Jolink (Buuz'n Beernd) en Jan Manschot (Brekken Jan Schampschot) opgericht en brak in 1977 door met de hit Oerend Hard. Het zingen in het lokale dialect (het Achterhoeks) werd het handelsmerk van de groep. Op 19 december 2015 gaf Normaal een afscheidsconcert in stadion GelreDome. Na het einde in 2015 zijn er diverse reünie-optredens geweest. In 2020 werd aangekondigd dat de band bezig was voor een nieuw album, Normale Verhale (cd en boek), dat verscheen op 27 september 2021. Daarnaast hebben Normaal-leden collectief en afzonderlijk meegewerkt aan verschillende projecten.

## Algemeen
De band is afkomstig uit de Achterhoek. Hun fans noemen zichzelf 'anhangers' of 'høkers'. De tournees die zij organiseren heten 'veldtochten', bestaand uit concerten die vaak in (grote) feesttenten worden gegeven. Sinds 2000 is er naast de jaarlijkse 'veldtocht' ook een theatertour. Drank, dames, motorcrossen, feestvieren of in Normaal-spraak: høken (uitspraak volgens IPA: [ˈhœ:kə(n)]) maar ook de Achterhoekse mentaliteit en het boerenbestaan zijn thema's die in de teksten naar voren komen.
Ook het rijden op motoren is een belangrijk tijdverdrijf. Verschillende leden uit de band hebben motorongelukken overleefd. Hun eerste hit Oerend Hard gaat over motorrijden en een daaropvolgend ongeluk, in de omgeving van 't Hengelse Zand, een bosrijk gebied bij het Achterhoekse Hengelo.
Normaal is de band met de meeste Top 40-hits zonder dat ze een nummer 1-hit gehad hebben. Ook kreeg Bennie Jolink een Edison voor het complete oeuvre van Normaal uitgereikt in het tv-programma De Wereld Draait Door.
Aan de Dorpsstraat in Hummelo staat sinds 2018 een standbeeld van Normaal.

## Geschiedenis

### Ontstaan
Eind 1973 richtten drummer Jan Manschot en zanger-gitarist Bennie Jolink een band op. Gitarist Ferdi Joly, die net als Jan en Bennie ook in Enschede gestudeerd had, en de latere bassist Willem Terhorst werden, na vele wisselingen, de andere leden van de band. De band begon overigens pas begin 1974 te repeteren. Na een brainstormsessie onder de muzikanten werd besloten de groep Normaal te noemen. Eind 1974 hadden ze hun eerste optreden als Amusementsorkest Normaal.
Het eerste grote optreden was tijdens het Lochem Popfestival (De Popmeeting, 1975) in openluchttheater Lochem ('De Zandkuil'), dat traditioneel op Hemelvaartsdag gehouden werd. Het zingen in de Achterhoekse streektaal werd een handelsmerk. Kort daarop volgde de hit Oerend hard (1977). Normaal wordt daarmee wel als grondlegger van de dialectpop beschouwd.
De bezetting was (tot na het optreden in Lochem op de Popmeeting in 1975): Bennie Jolink (Boozin' Bennie, wat later Buizen Beernd werd), Ferdi Joly (Fast Fender Fucker, later Frederik Puntdroad), Jan Manschot (Brekken Jan Schampschot), Willem van Dijk en Jan Kolkman. In deze bezetting zou in 2003 ook weer worden opgetreden.

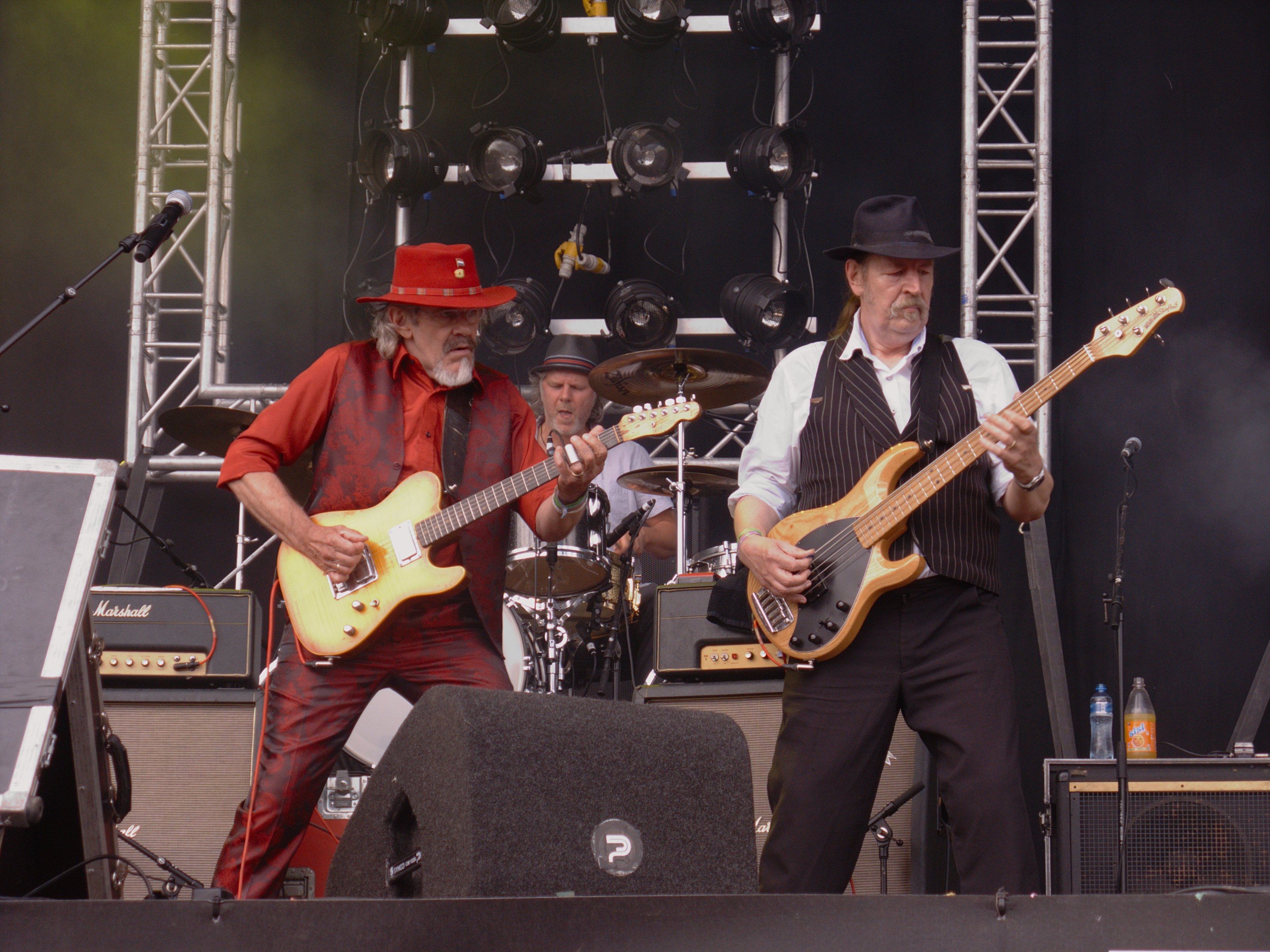
Normaal op de Zwarte Cross 2011

### Belangrijke momenten
- 1973: Jan Manschot ontmoet Bennie Jolink en ze besluiten een band te gaan oprichten.
- 1974: Diverse bandleden komen en gaan. Gitarist Ferdi Joly bedenkt de bandnaam Normaal.
- 1975: Eerste grote optreden tijdens een festival in Lochem op Hemelvaartsdag.
- 1976: Eerste single: Hels as 'n jagdhond met Peter Koelewijn.
- 1977: Normaal tekent contract bij Johnny Hoes.
- 1977: Eerste hit: Oerend hard.
- 1977: 21 september uitreiking eerste gouden plaat (oerend hard) bij De Woage in Halle.
- 1979: Normaal tekent een contract bij WEA.
- 1980: Ferdi Joly verlaat de groep en wordt vervangen door Alan Gascoigne ("De Gaspiepe").
- 1982: Eerste gouden plaat - Deurdonderen.
- 1983: Alan Gascoigne verlaat de band en wordt vervangen door Paul Kemper ("Kempen Paul Mealmoes").
- 1984: De single Politiek wordt geboycot door Frits Spits die de single een “vorm van botte grappenmakerij” noemt.[3]
- 1985: Jan Manschot raakt ernstig gewond bij een ongeluk en wordt vervangen door Nico Groen.
- 1986: Zangeres zonder naam verliest weddenschap bij Wedden dat..? en neemt als tegenprestatie Rock around the clock op, samen met Normaal.
- 1989: Jan Manschot verlaat de groep en wordt vervangen door Fokke de Jong (Bartje).
- 1992: Willem Duyn neemt in 1992 tijdelijk de plaats in van Bennie Jolink als zanger. Robert Colenbrander neemt de gitaarpartijen op zich.
- 1995: Jan Manschot brengt, speciaal voor 20 jaar Normaal, Jolink en Joly weer samen. Tijdens het jubileumconcert in Doetinchem op 25 mei, wordt er in de oer-bezetting opgetreden.
- 1996: Jolink raakt zwaar depressief en doet het na 1996 rustiger aan.
- 1997: Van 1997 ('De Krachttoer') tot en met 2000 ('25 joar Normaal') wordt er in de 'supertent' gespeeld. Na 2000 wordt dit jaarlijks nog gedaan in Dalfsen.
- 1999: Met Jantje Smit neemt Normaal hun versie op van de Zuiderzeeballade. Titel: Puik idee ballade.
- 2000: Normaal breekt, na 17 jaar, met gitarist Paul Kemper. Het album Van tied tut tied brengt Jolink en Joly weer helemaal samen. Alan Gascoigne neemt de plaats van Paul Kemper in.
- 2000: Normaal start met een theatertournee, genaamd Effe Zitten, een keerpunt in de historie van de band.
- 2000: 25 jaar Normaal wordt in Lochem gevierd. Er wordt o.a. in de oude bezetting opgetreden.
- 2002: Op 20 juli krijgt Jolink een ongeluk tijdens een training voor de Zwarte Cross. Hij wordt met een klaplong en 6 gebroken ribben opgenomen in het ziekenhuis. Hendrik-Jan Lovink van Jovink en de Voederbietels valt live voor hem in.
- 2003: Drummer Fokke de Jong vertrekt naar de Friese popgroep De Kast; hij wordt opgevolgd door Tessa Boomkamp. Jan Kolkman verlaat de band. Normaal gaat in de tenten verder in de bezetting uit 1975 - 1979, en in het theater met Tessa Boomkamp, Jan de Ligt (saxofoon), Roel Spanjers (toetsen), Arend Bouwmeester (saxofoon) en Alan Gascoigne.
- 2005: Fokke de Jong keert terug als drummer; Tessa Boomkamp verlaat de band. Alan Gascoigne verlaat de band; André Houtappels komt er bij als gitarist. Arend Bouwmeester verlaat de band; Jan de Ligt komt er bij als saxofonist.
- 2005: Op 10 september speelt de band in Holsted te Denemarken, op uitnodiging van een groep Nederlandse boeren die in Holsted woont.
- 2005: 30 jaar Normaal wordt in Lochem gevierd. 'Oude' en 'nieuwe' bezetting staan samen op het podium.
- 2006: Jan Wilm Tolkamp komt Normaal versterken als gitarist/zanger; André Houtappels verlaat de band. Normaal speelt zowel in theater als in de tenten in dezelfde bezetting.
- 2006: Tijdens de Edison Music Awards op 15 maart in de Melkweg te Amsterdam krijgt Normaal de Edison Oeuvreprijs uitgereikt.
- 2007: Normaal speelt zowel in het theater als in de veldtochten in een 8-mans bezetting. Bennie Jolink (leadzang, gitaar), Ferdi Joly (zang, gitaar, saxofoon), Willem Terhorst (zang, basgitaar), Fokke de Jong (zang, drums), Roel Spanjers (zang, toetsen), Jan Wilm Tolkamp (zang, gitaar), Jan de Ligt (saxofoon) en Joost Hagen (trompet).
- 2010: Jan de Ligt speelt alleen nog mee op speciale gelegenheden; Ferdi Joly speelt alleen nog mee in de oude bezetting.
- 2010: 35 jaar Normaal wordt in Hummelo gevierd. Er wordt in de 'oude' en in de 'nieuwe' bezetting opgetreden. O.a. Miss Montreal doet een gastoptreden.
- 2012: Bij drummer Jan Manschot worden tumoren gevonden.
- 2013: Fokke de Jong verlaat Normaal opnieuw, nu om verder te gaan met zijn nieuwe band King Of The World. Hij wordt opgevolgd door oud Ja Dat Zal-drummer Timo Kelder. Ook Jan Manschot stopt als drummer van Normaal. Dit afscheids-verwelkomings-concert vond plaats op 30 juni in Toldijk tijdens 'Høken in Toldiek'.[4]
- 2013: Op 25 februari gaf Normaal een concert in Koninklijk Theater Carré.
- 2014: Drummer en mede-oprichter Jan Manschot overleed in de nacht van maandag 20 op dinsdag 21 januari na een lang ziekbed aan een hersentumor.
- 2015: 40 jaar Normaal werd in Lochem gevierd. Op 8 mei kwam de 4-delige cd-box met 29 nieuwe liedjes uit. Deze is (voorlopig althans) het laatste album van Normaal.
- 2015: Normaal ontvangt Buma NL Lifetime Achievement Award (september 2015: Deze prijs is toegekend door vakgenoten)
- 2015: Op 27 mei zond de VPRO de documentaire Ja, dat was høken, 40 jaar Normaal uit, die op 19 december ook op dvd werd uitgebracht.
- 2015: Normaal gaf op 5 december in het sportcentrum in Leek zijn allerlaatste veldtocht optreden.
- 2015: Op 19 december gaf Normaal zijn afscheidsconcert, getiteld Ajuu, de mazzel!, in stadion GelreDome in Arnhem.
- 2016: Op 3 januari zond de VPRO het afscheidsconcert Ajuu, de mazzel! uit.
- 2016: Bandlid Jan Wilm Tolkamp bracht als solist op 11 januari het lied Toevallig uit als ode aan Normaal.
- 2016: Op 17 juni heeft Normaal het afscheidsconcert Ajuu, de mazzel! uitgebracht op blu-ray en dvd.
- 2018: Onthulling van standbeeld en verrassings-optreden op Hemelvaartsdag in Hummelo.
- 2019: Op Hemelvaartsdag gaf Normaal een reünie-concert, getiteld Olderwets Høken, op het Tractorpullingterrein in Lochem.
- 2019: Tijdens Het Høkersweekend 4.0 i.v.m. 40e verjaardag anhangerschap gaf Normaal een optreden in Zelhem.
- 2019: Er is een speciaal biertje gebrouwen voor de 40-jarige anhangerschap en Bennie kondigde optreden op Hemelvaartsdag en Høkersweekend 2020 aan.
- 2019: Een boerenactie om het nummer De boer dat is de keerl hoog in de Top 2000 van NPO Radio 2 te krijgen, is een succes geworden. Het staat op plek 9 in deze lijst. Nog nooit kwam een nummer van Normaal hoger.
- 2020: Normaal gaf op Hemelvaartsdag een akoestisch concert via Facebook en Omroep Gelderland. Het concert 45 joar olderwets Høken zou dit jaar in Lochem worden gegeven, maar door de coronapandemie en de daarbij horende veiligheidseisen ging hier een streep doorheen.
- 2021: Normaal gaf op Hemelvaartsdag een miniconcert van ±25 minuten via Facebook.
- 2021: Bennie kondigde op Hemelvaartsdag aan dat er plannen zijn om op 11 september een openluchtconcert te geven voor 25.000 anhangers in Lochem maar door de coronapandemie ging hier een streep doorheen.
- 2022: Op Hemelvaartsdag gaf Normaal wederom een reünie-concert, getiteld Olderwets Høken, op het Tractorpullingterrein in Lochem.
- 2022: Na ruim 25 jaar als voorzitter van het anhangerschap nam Henk Kelder alias Høken Henkie wegens gezondheidsreden afscheid als voorzitter tijdens het Høkersweekend. Tevens werd Henk benoemd tot Erevoorzitter. Ter ere hiervan trad de band Normaal er op.[5]
- 2022: Normaal kondigt een openluchtconcert aan op Hemelvaartsdag 2023 op het tractorpullingterrein in Lochem.
- 2023: Op Hemelvaartsdag gaf Normaal wederom een concert, getiteld Olderwets Høken, op het Tractorpullingterrein in Lochem.[6]
- 2023: Tijdens Het Høkersweekend sloot Normaal het weekend af met een optreden in Zelhem.
- 2024: Op 7, 9 en 11 mei gaf Normaal wederom concerten, getiteld 49 joar Olderwets Høken, deze keer in het openluchttheater in Lochem.[7]
- 2024: Begin augustus presenteerde het Steengroeve Theater: DEURDONDEREN – ’n onwies Normaal spektakel. Hiermee werd een ode aan de Achterhoek, maar bovenal aan de band Normaal gebracht.
- 2024: De Vlaardingse saxofonist Jan de Ligt is 31 augustus overleden. Hij speelde vijftien jaar lang bij Normaal. Hij is 69 jaar geworden.[8]
- 2024: Het boek Feesten als wilde beesten: Over 50 jaar Normaal verscheen op 23 september.[9][10]
- 2024: Normaal bestaat 50 jaar. Dit werd gevierd met een speciale gezamenlijke tv-uitzending van RTV Oost en Omroep Gelderland op 26 september.[11]
- 2024: Eind oktober kondigde Normaal aan hun 50e verjaardag te vieren op Hemelvaartsdag 29 mei 2025 op het tractorpulling terrein in Lochem. Hierbij zouden ook oud-bandleden Tessa Boomkamp, Fokke de Jong en Paul Kemper aanwezig zijn.
- 2024: In november werd aangekondigd dat Normaal, na tien jaar afwezigheid, op de slotdag van de Zwarte Cross in 2025 zou optreden.[12]
- 2024: In december ontving Normaal de NPO Radio 5 Evergreen Award 2024.[13]
- 2025: Tijdens Koningsdag 2025 trad Normaal op met het nummer Oerend hard voor de koninklijke familie tijdens hun bezoek aan Doetinchem.[14][15][16]
- 2025: Op 27 mei werd bekend dat Normaal toetsenist Roel Spanjers de Dutch Blues Award in de categorie "muzikant" krijgt toegekend van de Dutch Blues Foundation. De uitreiking is op 5 oktober.[17]
- 2025: Op Hemelvaartsdag vierde Normaal hun 50e verjaardag met een concert op het tractorpullingterrein in Lochem. Tessa Boomkamp, Paul Kemper en Fokke de Jong waren erbij als gastmuzikanten.[18][19]
- 2025: Op 9 juni verscheen de single Oerend Hard TT Assen Versie. Dit i.v.m. het 100 jaar bestaan van de TT Assen in 2025.
- 2025: Na tien jaar afwezigheid trad Normaal op 20 juli weer op tijdens Zwarte Cross in verband met hun 50-jarig bestaan.[20]

## Standbeeld

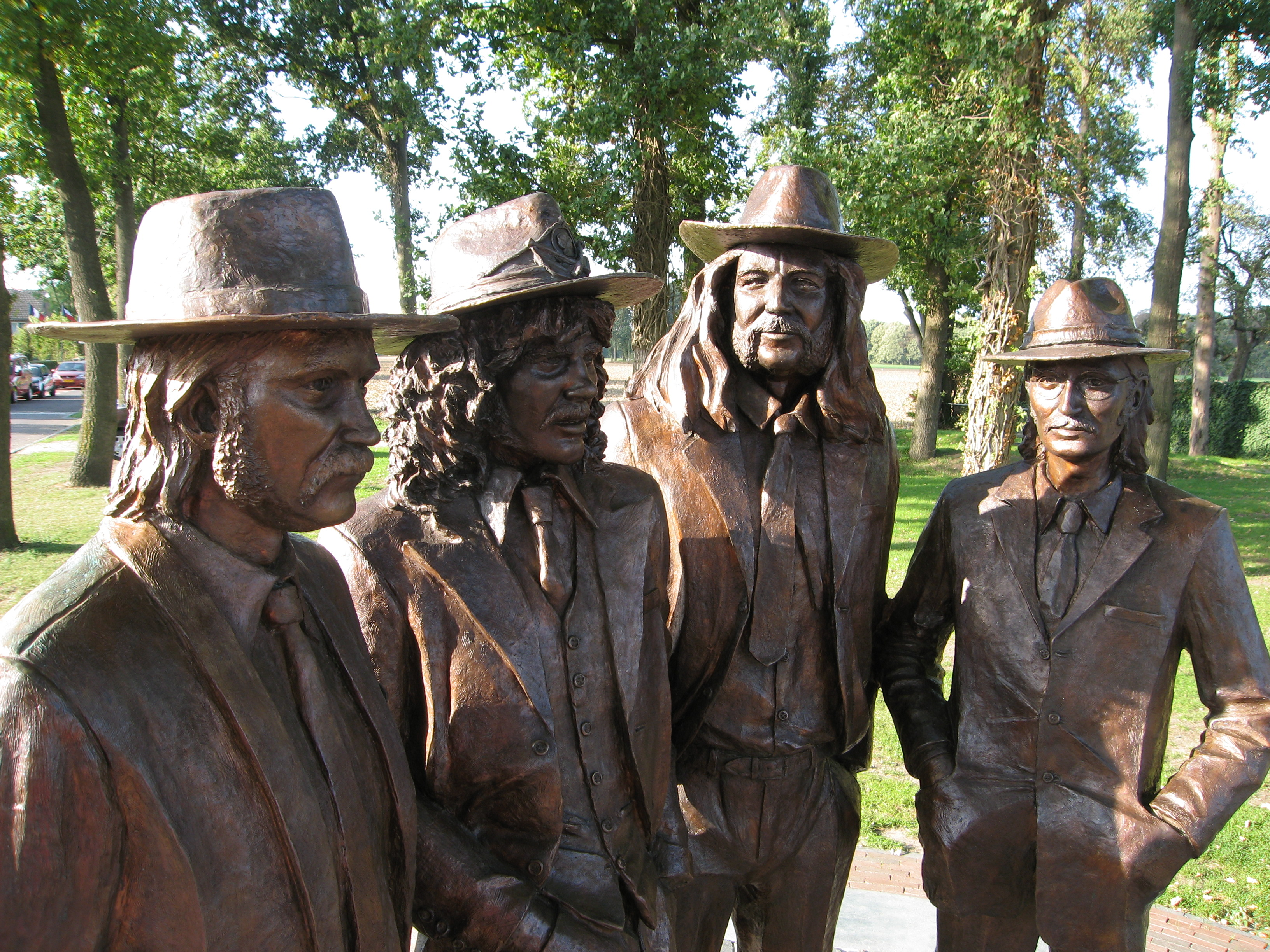
Normaalmonument Hummelo